# Підвисоцькі селянські заворушення
Підвисоцькі селянські заворушення (1817—1826) — антикріпосницькі виступи селян с. Підвисокого (тепер Новоархангельського району Кіровоградської обл.). Селяни відмовлялися виконувати панщину, вимагали волі й не згоджувалися підкорятися протягом 15 років. З 1811 селяни, посилаючись на те, що попередній власник маєтку звільнив їх від панщини, намагались через суд добиватися звільнення їх від кріпосної залежності. 19 грудня 1816 р Іван Нагорянинов від імені жителів села подав до Київського губернського правління прохання. У ньому він
вказував, що графиня Текля Потоцька (Сангушко), використовуючи рішення комісії Уманського нижнього повітового суду, незаконно вимагає від жителів с. Підвисоке платити чинш, що не встановлений інвентарем. Івана Нагорянинова звинуватили в «Подущенії селян … до шукання вольності».
Суд відхилив вимоги селян. В Підвисоке прибула військова команда, яка провела арешти. 19 травня 1817 р були заарештовані 126 селян з Підвисоке «за буйні і протизаконні вчинки в присутності члена Уманського нижнього земського суду … учинених проти військової команди». Однак заворушення не припинилися. Вимоги подвисочан підтримали жителі сусідніх сіл.
У 1823 р селяни знову відмовилися працювати на поміщика. Двічі в с. Підвисоке виїжджав київський генерал-губернатор. Для розправи над селянами введена військова команда під керівництвом С. Г. Волконського. Деяких селян піддали тілесним покаранням, керівників Остапа Калиниченко, Пилипа Бугайчука і Василя Копитчука заслали на каторгу, 32 людини потрапили в тюрму.
В липні 1826 заворушення були остаточно придушені.